# Jorge Perlaza
Jorge Isaacs Perlaza Aguiño (Guapi, 11 ottobre 1985) è un ex calciatore colombiano, di ruolo attaccante.

## Carriera

### Club

#### Colombia
Ha iniziato la sua carriera professionale nel 2001, debuttando nell'Atlético Huila a 16 anni. Nel 2002 passa al Deportes Quindío, in cui non trova spazio; quindi, durante la metà della stagione 2002 si unisce al Deportivo Pasto, in cui ebbe un posto da titolare. Nella sua stagione al Deportivo Pasto ha totalizzato 34 presenze e ha segnato i suoi primi due gol da professionista. Nel 2004 ritorna al Quindío, dove giocò tre stagioni con grandi prestazioni, tanto che sarà convocato in nazionale nel 2006.
Nel 2007 entra a far parte del Deportes Tolima, e anche qui continuò a giocare in modo strabiliante, infatti nella stagione 2010 è stato il capocannoniere della Liga Mustang e ha aiutato il club a qualificarsi per la Coppa Libertadores 2011.

#### Stati Uniti
Perlaza ha firmato un contratto con il Portland Timbers il 7 marzo 2011. Ha segnato il suo primo gol in Major League Soccer il 14 aprile 2011, nella vittoria per 4-2 sui Chicago Fire.
Il 6 giugno 2012 passa al Philadelphia Union.

### Nazionale
Grazie al suo periodo di forma, mentre giocava con il Deportes Quindío, è stato convocato nella nazionale colombiana nel 2006.